# Дроблін (Люблінське воєводство)
Дроблін (пол. Droblin) — село в Польщі, у гміні Лешна-Подляська Більського повіту Люблінського воєводства. Населення — 356 осіб (2011).

## Історія
За даними етнографічної експедиції 1869—1870 років під керівництвом Павла Чубинського, у селі переважно проживали греко-католики, які розмовляли українською мовою.
У 1975—1998 роках село належало до Білопідляського воєводства.

## Демографія
Демографічна структура станом на 31 березня 2011 року:
|          | Загалом | Допрацездатний вік | Працездатний вік | Постпрацездатний вік |
| -------- | ------- | ------------------ | ---------------- | -------------------- |
| Чоловіки | 180     | 39                 | 120              | 21                   |
| Жінки    | 176     | 42                 | 92               | 42                   |
| Разом    | 356     | 81                 | 212              | 63                   |